# شرلوک ۵۴۷۷
سیارک ۵۴۷۷ (به انگلیسی: 5477 Holmes، نامگذاری:1989UH2)۵۴۷۷مین سیارک کشف شده‌است که در ۲۷ اکتبر ۱۹۸۹ کشف شد.
قدر مطلق سیارک برابر ۲۸.۲ است.